# Werner Kümmerle
Werner Kümmerle (* 7. April 1939 in Augsburg) ist ein ehemaliger deutscher Tischtennisspieler.

## Werdegang
Werner Kümmerle begann seine Karriere 1952 beim Verein TSV Schwaben Augsburg, wechselte 1959 zum Post SV Augsburg, mit dessen Herrenmannschaft er 1960 in die Oberliga aufstieg, und spielte ab 1964 bei der TTG Kempten. Ab 1972 war er beim TTC Remlingen und beim SC Fürstenfeldbruck (um 1982) aktiv, wo er noch heute (2012) spielt.
1959 wurde er Bayerischer Juniorenmeister. Im gleichen Jahr nahm er an der Weltmeisterschaft teil, wo er im Einzel in der Qualifikationsrunde scheiterte und im Doppel mit Alfred Großmann Vahaken Ohannessian/Marcel Barsoumian (Libanon) besiegte und danach gegen  Antoni Arbach/Waldemar Roslan (Polen) ausschied. 1962 wurde er für die Individualwettbewerbe der Europameisterschaft in West-Berlin nominiert. Hier scheiterte er jeweils in der ersten Runde im Einzel an dem Österreicher Karl Troll und im Doppel mit Horst Thein an den Schweizern Mario Mariotti/Lajos Antal.
1969 gewann er die Bayerische Meisterschaft im Doppel mit Conny Freundorfer.

## Privat
Werner Kümmerle ist gelernter Versicherungskaufmann. Seit 1961 ist er verheiratet.

## Turnierergebnisse
| Verband | Veranstaltung     | Jahr | Ort      | Land | Einzel | Doppel    | Mixed        | Team |
| ------- | ----------------- | ---- | -------- | ---- | ------ | --------- | ------------ | ---- |
| FRG     | Weltmeisterschaft | 1959 | Dortmund | FRG  | Qual   | letzte 64 | keine Teiln. |      |
| FRG     | DM Senioren AK85  | 2024 | Hamm     | FRG  | 1      |           |              |      |